# Астрина
Астрина или Острино (блр. Астрына; рус. Острино; пољ. Ostryna) насељено је место са административним статусом варошице (городской посёлок) у западном делу Републике Белорусије. Административно припада Шчучинском рејону Гродњенске области и административни је центар истоимене општине.
Према подацима пописа становништва из 2009. у вароши је живело 2.100 становника.

## Географија
Варош је смештена у западном делу земље на око 22 km северозападно од града Шчучина и на 29 km од железничке станице Рожанка на линији Масти—Лида. Варошица лежи на надморскоој висини од 134 метра. 

## Историја
Насеље се у писаним изворима по први пут помиње 1450. у тадашњим литванским земљишним књигама. Године 1641. добија магдебуршко право и постаје слободан трговачки град. 
Године 1921. постаје саставним делом Пољске. Општинским центром постаје 1926, а статус града добија 1931. године. Делом Белоруске ССР постаје 1939, а већ од наредне године има садашњи административни статус вароши. У границама Шчучинског рејона је од 1962. године. 

## Демографија
Према резултатима пописа из 2009. у вароши је живело 2.100 становника.